# Non Non Biyori
Non Non Biyori (のんのんびより lit. Non Non Tiempo?) es una serie de manga escrita e ilustrada por Atto, publicada por Media Factory en la revista Monthly Comic Alive desde 2009. Su adaptación al anime fue dirigida por Yasuhito Kikuchi y producida por Silver Link, y comenzó a emitirse el 7 de octubre de 2013 culminado el 27 de diciembre de 2013. Posteriormente el 23 de julio de 2014 se estrenó una OVA titulada Non Non Biyori: Okinawa e Ikukoto ni Natta.
La segunda temporada, "Non Non Biyori Repeat", se estrenó el 6 de julio de 2015.
La tercera temporada, "Non Non Biyori Nonstop", se estrenó el 11 de enero de 2021.

## Argumento
La historia se desarrolla en el pueblo rural de Asahigaoka, donde muchas de las comodidades de las grandes ciudades están a varios kilómetros de distancia y la escuela local consta de sólo cinco estudiantes, cada uno de los cuales provienen de diferentes grados de la escuela primaria y secundaria. Hotaru Ichijo, una estudiante de quinto grado de primaria, oriunda de Tokio, es transferida a la Escuela Asahigaoka Branch y debe adaptarse a la vida de campo junto a sus nuevas amigas.

## Personajes principales
Hotaru Ichijou (一条 蛍 Ichijō Hotaru?)
 Seiyū: Rie Murakawa
Hotaru es la protagonista de la serie, una estudiante de quinto grado de primaria que es transferida, desde Tokio, a la escuela Asahigaoka Branch, en Asahigaoka, debido a la transferencia de trabajo de su padre. Ella es bastante alta para su edad, está "enamorada" de Komari, e incluso ha cosido una colección de muñecos de peluche de Komari para decorar su habitación. Ya había estado en Asahigaoka varias veces anteriormente, cuando era más joven, porque visitaba a sus parientes que viven cerca del lugar.
Renge Miyauchi (宮内 れんげ Miyauchi Renge?)
 Seiyū: Kotori Koiwai
Renge es una estudiante de primer grado de primaria. Le gusta saludar a sus amigos diciendo "Nyanpasū". Aunque generalmente actúa acorde a su edad, a menudo es bastante perceptiva. Generalmente agrega una "n" superflua al final de las oraciones como un tic verbal. Es la hermana menor de Hikage Miyauchi y de Kazuho Miyauchi. Ha tomado a un Mapache como mascota al cual nombró como Gu.
Natsumi Koshigaya (越谷 夏海 Koshigaya Natsumi?)
 Seiyū: Ayane Sakura
Natsumi es una estudiante de primer año de secundaria. Ella es más alta que Komari Koshigaya, su hermana mayor. Rebelde y sin preocupaciones, a menudo discute con su madre, juega bromas a su hermana mayor, y le va mal en la escuela. Cuando era niña prometió casarse con su hermano mayor, Suguru Koshigaya, cosa que actualmente le causa mucha vergüenza recordar.
Komari Koshigaya (越谷 小鞠 Koshigaya Komari?)
 Seiyū: Kana Asumi
Komari es una estudiante de segundo año de secundaria y la hermana mayor de Natsumi. Es bastante baja de estatura, hecho por el cual constantemente se lamenta. Es inocente y se asusta fácilmente, de lo cual Natsumi se aprovecha a menudo.

## Personajes secundarios
Kazuho Miyauchi (宮内 一穂 Miyauchi Kazuho?)
 Seiyū: Kaori Nazuka
Kazuho es la hermana mayor de Renge y la única maestra en la escuela local. Es muy aficionada a dormir y, dado que todos los alumnos estudian por su cuenta, a menudo duerme durante la clase. Renge suele molestarla por lo  despreocupada que es con ellos.
Suguru Koshigaya (越谷 卓 Koshigaya Suguru?)
Suguru es un estudiante de tercer año de secundaria y hermano mayor Natsumi y Komari. No habla mucho y tiene muy poca presencia en la serie, exceptuando la comedia visual ocasional. Tiene un gran talento con respecto al arte y es habilidoso en bastantes áreas.
Yukiko Koshigaya (越谷 雪子 Koshigaya Yukiko?)
 Seiyū: Akiko Hiramatsu
Yukiko es la madre de Natsumi, Komari y Suguru. Es a menudo estricta, en particular con Natsumi, la cual la confronta mucho. También asistió y se graduó en la escuela Asahigaoka Branch. Cuando era una estudiante, se encargó de Kazuho como Kaede hizo con Renge cuando era más joven (según el autor en el epílogo).
Hikage Miyauchi (宮内 ひかげ Miyauchi Hikage?)
 Seiyū: Misato Fukuen
Hikage es la hermana mayor de Renge, es una estudiante de primer año de preparatoria que estudia en Tokio. También aparece en otro trabajo del autor, Koakuma Meringue (こあくまメレンゲ?, lit. "El Merengue de la Pequeña Diablesa"). Cuando regresa a la aldea trata de impresionar a sus hermanas y amigas con sus vivencias "mundanas", sólo para ser eclipsada por Hotaru.
Kaede Kagayama (加賀山 楓 Kagayama Kaede?)
 Seiyū: Rina Satō
Kaede tiene 20 años de edad, y es una graduada de la Escuela Branch Asahigaoka. Su dedica a dirigir la tienda de dulces local. Como resultado, los niños de la localidad, en particular Renge, la llaman "dagashi-ya": "la de la tienda de dulces" o "dueña de la tienda de dulces" dependiendo del contexto. (駄菓子屋?, lit. "Tienda de dulces".) Su tienda también tiene un negocio de alquiler de esquís y diversos artículos.
Tiene un gran aprecio a Renge a tal punto de preocuparse por su bienestar y al hacerlo las demás se burlan de su falta de honestidad al cariño  que le tiene.
Konomi Fujimiya (富士宮 このみ Fujimiya Konomi?)
 Seiyū: Ryōko Shintani
Konomi es una graduada de la escuela Branch Asahigaoka (solo primaria y secundaria), y vive al lado de los Koshigaya. Es una estudiante de tercer año en una escuela preparatoria cercana.
Honoka Ishikawa (石川 ほのか Ishikawa Honoka?)
 Seiyū: Ayahi Takagaki
Honoka es una estudiante de primer grado que visita a su abuela durante las vacaciones de verano y se hace amiga de Renge. También aparece en otro trabajo del autor, Toko-toko (とことこ).

## Medios de Comunicación

### Manga
El manga escrito e ilustrado por Atto inició su serialización en la revista Comic Alive de Media Factory desde septiembre de 2009, y se han publicados 10 volúmenes tankōbon hasta el 23 de septiembre de 2016.

#### Lista de volúmenes
| N.º | Fecha de publicación     | ISBN                   |
| --- | ------------------------ | ---------------------- |
| 1   | 23 de marzo de 2010      | ISBN 978-4-04-066521-4 |
| 2   | 22 de diciembre de 2010  | ISBN 978-4-04-066522-1 |
| 3   | 22 de octubre de 2011    | ISBN 978-4-04-066523-8 |
| 4   | 23 de julio de 2012      | ISBN 978-4-04-066524-5 |
| 5   | 23 de febrero de 2013    | ISBN 978-4-04-066525-2 |
| 6   | 21 de septiembre de 2013 | ISBN 978-4-04-066526-9 |
| 7   | 23 de julio de 2014      | ISBN 978-4-04-066813-0 |
| 8   | 23 de marzo de 2015      | ISBN 978-4-04-067282-3 |
| 9   | 31 de diciembre de 2015  | ISBN 978-4-04-067860-3 |
| 10  | 23 de septiembre de 2016 | ISBN 978-4-0406-8542-7 |
| 11  | 23 de mayo de 2017       | ISBN 978-4-0406-9252-4 |
| 12  | 23 de febrero de 2018    | ISBN 978-4-0406-9686-7 |

### Anime
El anime Non Non Biyori, fue dirigido por Yasuhito Kikuchi, producido por Silver Link, y fue transmitido por TV Tokyo en Japón desde el 7 de octubre al 23 de diciembre de 2013, finalizando con 12 episodios transmitidos . Un OVA fue incluido en el séptimo volumen del manga publicado el 23 de julio de 2014 .
La segunda temporada, "Non Non Biyori Repeat", se estrenó el 6 de julio de 2015. La tercera temporada, "Non Non Biyori Nonstop", se estrenó el 11 de enero de 2021.

#### Música
Temas de apertura (openings)
- "Nanairo Biyori" (なないろびより) [lit. Tiempo de arcoíris de colores] (1.ª temporada)

Interpretado por: nano.RIPE
- "Kodama Kotodama" (こだまことだま) (2.ª temporada)

Interpretado por: nano.RIPE

Temas de cierre (endings)
- "Non Non Biyori" (のんのん日和) [lit. Non Non Tiempo] (1.ª temporada)

Interpretado por: Rie Murakawa, Ayane Sakura, Kana Asumi y Kotori Koiwai.
- "Okaeri" (おかえり) [Bienvenido de vuelta] (2.ª temporada)

Interpretado por: Ayane Sakura, Kana Asumi, Kotori Koiwai y Rie Murakawa

### Novela visual
La primera novela visual de Non Non Biyori fue publicada el 30 de junio de 2015, por la distribuidora Seven Seas Entertainment .

#### Lista de novelas visual
| #  | Fecha de publicación     | ISBN              |
| -- | ------------------------ | ----------------- |
| 01 | 30 de junio de 2015      | 978-1-62692-148-1 |
| 02 | 15 de septiembre de 2015 | 978-1-62692-161-0 |
| 03 | 26 de enero de 2016      | 978-1-62692-182-5 |
| 04 | 31 de mayo de 2016       | 978-1-62692-272-3 |
| 05 | 6 de septiembre de 2016  | 978-1-62692-329-4 |
| 06 | 17 de enero de 2017      | 978-1-62692-386-7 |